# カヴァイオーン・ヴェロネーゼ
カヴァイオーン・ヴェロネーゼ（伊: Cavaion Veronese）は、イタリア共和国ヴェネト州ヴェローナ県にある、人口約6,100人の基礎自治体（コムーネ）。

## 地理

### 位置・広がり

#### 隣接コムーネ
隣接するコムーネは以下の通り。
- アッフィ
- バルドリーノ
- パストレンゴ
- リーヴォリ・ヴェロネーゼ
- サンタンブロージョ・ディ・ヴァルポリチェッラ

### 気候分類・地震分類
気候分類では、zona E, 2605 GGに分類される。
また、イタリアの地震リスク階級 (it) では、zona 2 (sismicità media) に分類される。

## 姉妹都市
- バート・アイブリング（英語版）、ドイツ 2006年